# شارلوت دراوه
شارلوت دراوه (فرانسوی: Charlotte Dravet‎؛ زادهٔ ۱۴ ژوئیهٔ ۱۹۳۶) یک روانپزشک و صرع‌شناس اهل فرانسه است.
شارلوت دراوه دانش‌آموختهٔ دانشگاه اکس‌مارسی بود و پس از فارغ‌التحصیلی از آنجا، تخصص خود را در رشتهٔ اطفال و نوزادان در سال ۱۹۶۵ میلادی در شهر مارسی و در سال ۱۹۷۱ میلادی فوق‌تخصص روان‌پزشکی را دریافت نمود.
وی مابین سال‌های ۱۹۶۵ تا ۲۰۰۰ میلادی، تمرکز و تخصص خود را بر روی درمان صرع در «مرکز سن پُل» در مارسی گذاشت و در کنار پزشکانی همچون «آنری گستو»، «ژوزف روژه» و «رنه سوله‌رول» به فعالیت پرداخت. وی به مفهوم واقعی کلمه، یک پزشکِ مقیم بود و تا سال ۲۰۰۰ میلادی در همان مرکز بیمارستانی زندگی می‌کرد. همین موضوع باعث شد تا طی سالیان متمادی، تعداد بیشماری از بیماران را، شب و روز، ویزیت کند و سهم بزرگی در علم صرع‌شناسی داشته باشد. وی با همکاری «ژوزف روژه» و «میشل بیورو» نقش مؤثری در توصیف سندرم‌های تشنجی ایفا نمود. شارلوت علاوه برپایی چندین کارگاه آموزشی و همایش دانشگاهی، فصلِ نخستِ کتاب «سندرم‌های تشنجی در دوران نوزادی، کودکی و نوجوانی» را هم نگاشته‌است. وی در سال ۱۹۸۱ میلادی با همکاری «میشل بیورو»، بیماری «صرع میوکلونیک خوش‌خیم نوزادی» و در سال‌های ۱۹۷۸ و ۱۹۸۲ میلادی، «صرع شدید میوکلونیک کودکان» را شرح داد که بعدها، بیماری اول را به افتخار او «سندرم دراوه» نام نهادند.
شارلوت از سال ۱۹۹۱ تا ۱۹۹۳ میلادی یکی از اعضای «بنیاد پژوهش‌های صرع فرانسه» و از ۱۹۹۶ تا ۲۰۰۴ میلادی یکی از اعضای «کارگروه طبقه‌بندی اصطلاح‌شناسی در اتحادیهٔ بین‌المللی علیه صرع» (ILAE) بود. وی همچنین از سال ۱۹۹۷ تا ۱۹۹۹ میلادی «رئیس اتحادیهٔ ضد صرع فرانسه» (LFCE) بود و در سال ۲۰۰۰ میلادی برای نخستین بار «روز ملی صرع» را در فرانسه پایه‌گذاری کرد. سپس از سال ۲۰۰۳ تا ۲۰۰۶ میلادی، یکی از اعضای «کمیتهٔ ملی صرع» (فرانسوی: Comité National pour l’Épilepsie‎) در فرانسه شد و تا به امروز، همچنان یکی از اعضای کمیتهٔ علمیِ «اتحادیه بین‌المللی اقدام علیه صرع در سندرم دراوه» است.
شارلوت پس از بازنشستگی، تمامی تمرکز خود را بر روی سندرم دراوه گذاشته‌است. وی گاهی به «پلی‌کلینیک دانشگاهی آگوستینو جـمِـلّی» در رم ایتالیا می‌رود و بیماران مبتلا به این بیماری شدید را در «بخش صرع کودکان» ویزیت می‌کند.
طی سالیان متمادی، بسیاری از صرع‌شناسان جهان از نقاط مختلف دنیا به مارسی آمده‌اند تا نزد او، «سندرم‌های تشنجی و صرعی» را فرا بگیرند. وی همچنین یکی از سخنرانان مشهور صرع در نقاط مختلف جهان است.